# Вјекослав Вукадин
Вјекослав Вукадин (Сарајево, 6. октобар 1952) је српски писац који већ дуже вријеме живи ван отаџбине. Пјесме, лирске записе и есеје објављивао је у многим књижевним часописима и листовима, а заступљен је и у бројним зборницима и антологијама савремене поезије. Вукадин је 1988. постао члан Удружења књижевника Босне и Херцеговине и Савеза књижевника Југославије.

## Биографија
Вјекослав Вукадин је рођен 6. октобра 1952. године у Сјетлини код Сарајева. Завршио је студије српскохрватског језика и југословенске књижевности. Највећи дио живота и радног вијека провео је у Сарајеву. Тренутно живи и ради у Холандији. Пјесме, лирске записе и есеје објављивао је у многим књижевним часописима и листовима, а заступљен је и у бројним зборницима и антологијама савремене поезије. Досад је објавио сљедеће збирке пјесама (у Сарајеву): „Наслоњени на небо” (1978), „Пјешчана лира” (1980), „Пчела на рани” (1983), „Дјевојчице и дјечаци” (игроказ, два издања,1984. и 1989.), „Весели бус” (игроказ, два издања у истој години, 1987).
Књига пјесама и лирских записа „Тумач тренутка” објављена је 1994. године у Београду, а њен превод, на холандском језику, штампан је 1999. године, у Холандији. Саставио је зборник „Завичај у даљини”(2002), који садржи избор из поезије српских пјесника у западноевропском расејању. Вукадин је 1988. постао члан Удружења књижевника Босне и Херцеговине и Савеза књижевника Југославије.

## Лирско ослушкивање природе и човјека (Милутин Лујо Данојлић) - одломак
Мало је посленика у нашој књижевној дијаспори који су, попут пјесника Вјекослава Вукадина, толико учинили за духовно одржавање Срба у расејању. Потомак Арсенија Чарнојевића није одвео Србе у туђину, већ их је, тамо затечене, организовао, сабрао, духовно ојачао и морално усмјерио ка поштовању свога имена, језика, културе и традиције.
Рођен је 6. октоба 1952. године у Сјетлини код Сарајева. Завршио је студије српскохрватског језика и југословенске књижевности. Већи дио живота и радног вијека провео је у главном граду бивше Босне и Херцеговине. Од 1990. године ради у Њемачкој, у Југословенској допунској школи. Поред поучавања дјеце наших исељеника, активно се бави књижевним и културним радом. У Карлсруеу је основао „Просвјету” - Српско просвјетно и културно друштво. У оквиру „Просвјете” развио је богату књижевну активност: одржава бројне књижевне вечери и јавне трибине за наше људе по њемачким градовима. У госте је често позивао и писце из отаџбине.
Од 1994. године борави у Холандији, гдје наставља са васпитно-образовним радом са нашом дјецом у Допунској школи за српски језик у Ротердаму. Иако начетог здравља, пјесник Вјекослав Вукадин са још више жара наставља с књижевним и културним активностима. Са групом пријатеља оснива „АРС-АРТ”- Српско друштво за књижевност, умјетност и културу у Ротердаму у оквиру кога организује културно-умјетничке програме за наше грађане у Холандији, у којима учествују и књижевници из отаџбине. Тако, овај изузетно вриједан човјек, наставља да његује српски књижевни језик у туђини и истрајно ради на популаризацији српске књижевности међу нашим исељеницима. Развио је добру сарадњу са нашим пјесницима који живе у западноевропским земљама, као и са холандским писцима. Једном приликом је изјавио да његова просвјетитељска мисија „у тој хладној нигдини представља једини његов смисао због којег истрајава”.
Досад је у разним листовима и часописима, те у различитим зборницима и антологијама, објавио бројне пјесме, лирске записе, есеје и књижевне критике, а од 1978. до 2001. године и пет поетских књига, од којих круну његовог пјесничког стварања представљају „Медаљони са Сјеверног мора” - изабране и нове пјесме.

## Библиогерафија
Објавио збирке пjесама:
- Наслоњени на небо (Сарајево 1978),
- Пјешчана лира (Сарајево 1980),
- Пчела на рани (Сарајево 1983),
- Дјевојчице и дјечаци (игроказ, два издања, Сарајево 1984. и 1989),
- Весели бус (игроказ, два издања у истој години, Сарајево 1987),
- Тумач тренутка (Београд, 1994),
- Медаљони са Сјеверног мора (изабране и нове пјесме, Рума, Српска књига, 2001),
- Кућа пуна слика (Београд, Српска књижевна задруга, 2009),
- Поглед из оштрог угла (Београд, Српска књижевна задруга, 2016),
- Поетски булевар (стиховани игрокази, Београд, Свет књигe, 2019).

Заступљен у антологијама
- Завичај у даљини избор из поезије српских писаца у западноевропској дијаспори (Београд 2002),
- Из века у век – Славенска поезија XX–XXI века (антологија српске поезије на руском језику, Москва, Пранат, 2003)

## Књижевне награде
Вјекослав Вукадин је добитник више књижевних награда. 
- За књигу „Медаљони са Сјеверног мора“ добио је 2001. године награду „Бестселер дијаспоре” коју додељује Издавачко-графичка агенција „Гносос” из Земуна.
- Добитник је прве награде за поезију на књижевном конкурсу „Удружења писаца 7” из Франкфурта на Мајни, 2001. године.
- Награду „Кочићево перо” за најбољу књигу у дијаспори коју додјељује Задужбина „Петар Кочић” Београд – Бања Лука, добио је 2002. године за књигу „Медаљони са Сјеверног мора“.
- Вукадин је 2005. године добио књижевну награду „Арсеније Чарнојевић” [1] Министарства за дијаспору Србије и Црне Горе и Удружења књижевника Србије која се, за целокупно књижевно остварење, додељује писцима који у иностранству стварају на српском језику.